# I gatti persiani
I gatti persiani (Kasi az gorbehā-ye irāni khabar nadāre) è un film del 2009 diretto da Bahman Ghobadi.
È stato presentato nella sezione Un Certain Regard al Festival di Cannes 2009, dove ha vinto il premio speciale della giuria.

## Trama
Un ragazzo ed una ragazza, Ashkan e Negar, vogliono poter suonare e creare musica rock, anche al costo di lasciare l'Iran, il loro paese. Tramite il padre di uno di loro conoscono Nader, un personaggio molto ben inserito nel mondo musicale sotterraneo di Teheran, che permette loro (ed allo spettatore) di conoscere uno spaccato estremamente variegato della musica rock iraniana, passando dall'indie al folk, dal metal alla musica tradizionale, ma anche dalle feste nelle abitazioni private, dove la musica ha ancora un'altra espressione di sé. Il film mostra le difficoltà che questi ragazzi affrontano, spesso col sorriso sulle labbra, nel confrontarsi con un sistema di autorizzazioni e permessi difficilissimi da ottenere, visti e passaporti per poter fare un concerto all'estero, e tutti i sacrifici e le vie non proprio legali che sono costretti a scegliere.

## Gruppi e musicisti
- Take It Easy Hospital
- Rana Farhan
- Hichkas
- The Yellow Dogs Band
- Shervin Najafian
- Ash Koosha
- Mirza
- The Free Keys
- Mahdyar Aghajani
- Darkoob
- Hamed Seyed Javadi

## Riconoscimenti
- Festival di Cannes 2009
  - Premio speciale della giuria - Un Certain Regard
- São Paulo International Film Festival 2009
  - Premio della critica per il miglior film straniero
- Miami Film Festival 2010
  - Menzione speciale, premio del pubblico
- Tallinn Black Nights Film Festival
  - FICC Jury Award, Jury Prize for Cinematography
  - NETPAC Jury Award
- Tokyo Filmex
  - Premio speciale della giuria